# 新川恵
新川 恵（しんかわ めぐむ、1943年11月24日 - ）は、日本中央競馬会栗東トレーニングセンターに所属していた元調教師で、元騎手。
義理の父（妻の父）に元調教師の布施正、義理の妹たち（妻の妹たち）の配偶者に元調教師の岩元市三、柴田光陽らがいる。
新川は結婚前の姓で、結婚後は布施姓となっていたが、その後ふたたび新川姓に戻っている。

## 来歴
1961年に阪神の佐藤勇厩舎所属の騎手見習いとなる。翌1962年に騎手免許を取得し、同厩舎所属でデビュー。1968年に同じく阪神の澁川久作厩舎所属、1969年に関東・中山の稗田敏男厩舎所属、1970年には中山の中野吉太郎厩舎所属、1972年に中山の松永光雄厩舎所属、1973年に再び関西の栗東の布施正厩舎所属と、いくつもの厩舎を渡り歩いた。 1978年に調教師免許を取得し、騎手を引退した。騎手成績は中央競馬通算1952戦175勝。
翌1979年に厩舎を開業。初出走は同年10月20日中京第8競走のシゲルファイターで11着、初勝利は同年12月22日阪神第7競走のベルアンドベルで、延べ11戦目であった。1981年の京都大賞典をイナドコトブキで制し、重賞初勝利を挙げた。G1競走勝利は達成出来なかった。
騎手は小牧太、芹沢純一、弟子である高井彰大の起用が特に多かった。
2013年2月28日付で、調教師を引退した。

## 騎手成績
| 通算成績 | 1着 | 2着 | 3着 | 騎乗数 | 勝率 | 連対率 |
| -------- | --- | --- | --- | ------ | ---- | ------ |
| 平地     | 141 | 137 | 168 | 1798   | .078 | .155   |
| 障害     | 34  | 30  | 22  | 155    | .219 | .413   |
| 計       | 175 | 167 | 190 | 1953   | .090 | .175   |

|            | 日付          | 競走名             | 馬名             | 頭数 | 人気 | 着順 |
| ---------- | ------------- | ------------------ | ---------------- | ---- | ---- | ---- |
| 重賞初騎乗 | 1965年6月20日 | アラブ大障害（春） | トツプモード     | 6頭  | 5    | 5着  |
| GI級初騎乗 | 1966年4月10日 | 桜花賞             | タニノジヨウイナ | 23頭 | 22   | 13着 |

## 調教師成績
|            | 日付           | 競走名     | 馬名             | 頭数 | 人気 | 着順 |
| ---------- | -------------- | ---------- | ---------------- | ---- | ---- | ---- |
| 初出走     | 1979年10月20日 | -          | シゲルファイター | -    | -    | 5着  |
| 初勝利     | 1979年12月22日 | -          | ベルアンドベル   | -    | -    | 1着  |
| 重賞初出走 | 1980年5月11日  | 阪急杯     | イナドコトブキ   | 13頭 | 1    | 3着  |
| 重賞初勝利 | 1981年10月4日  | 京都大賞典 | イナドコトブキ   | 8頭  | 2    | 1着  |
| GI初出走   | 1981年11月8日  | 菊花賞     | アジシバオー     | 21頭 | 4    | 6着  |

### 主な管理馬
- イナドコトブキ（1981年 京都大賞典）
- アジシバオー（1982年 日経新春杯）
- ネーハイビクトリー（1993年 中日新聞杯）
- アラタマワンダー（1996年 小倉大賞典）
- ネーハイタフネス（1996年京都大障害（春））
- マキハタコンコルド（2000年 東京オータムジャンプ、中山大障害3着）
- アラタマインディ（2002年 小倉記念）
- キネティクス（2004年 イナリワンメモリアル、キャピタルステークス、2006年 富士ステークス）
- マキハタサイボーグ（2007年 ステイヤーズステークス）

## 主な厩舎所属者
※太字は門下生。括弧内は厩舎所属期間と所属中の職分。
- 榮森己喜男（1980年-1981年 騎手）
- 高井彰大（2003年-2010年 騎手）